# Трёгер, Рудольф
Рудольф Трёгер (нем. Rudolf Tröger; 23 апреля 1905, Лейпциг, Германская империя — 18 июня 1940, Франция) — немецкий юрист, оберштурмбаннфюрер СС, командир айнзацкоманды 16, начальник гестапо в Данциге и инспектор полиции безопасности и СД в рейхсгау Данциг-Западная Пруссия.

## Биография
Рудольф Трёгер родился 23 апреля 1905 года в Лейпциге. Изучал юриспруденцию в университете Лейпцига и в 1930 году стал доктором права, защитив диссертацию на тему Организация труда и мировое трудовое право.
1 мая 1933 года вступил в НСДАП (билет № 2434089), принят в ряды СС (№ 261192), а затем стал членом СД. С 1933 года Трёгер возглавлял полицейский департамент в Лейпциге. В августе 1937 года был переведён в отделение гестапо в Берлине, а в ноябре 1937 года — в отделение гестапо в Хемнице. В начале 1939 года стал начальником политической полиции в Данциге (ныне Гданьск). С 1939 года занимал должность руководителя гестапо в Данциге.
12 сентября 1939 года возглавил айнзацкоманду 16 — специальную оперативную группу полиции безопасности и СД, которая действовала на оккупированных территориях Гданьска и Восточного Поморья. Немецкий историк Дитер Шенк писал, что «айнзацкоманда 16 в Гданьске была просто расстрельным взводом, чья задача заключалось только в том чтобы реализовать требования шефа полиции безопасности и СД Гейдриха увеличить число казней». В начале октября 1939 года организовал в Гданьске совещание командного штаба айнзацкоманды, в ходе которого передал приказ Гиммлера «зачистить польскую интеллигенцию». Вскоре после этого в Поморье начались массовые казни (в том числе массовое убийство под Пяшницей, в результате которого были убиты от 10 до 12 тыс. польских священников, учителей, врачей и журналистов). Подразделение Трёгера обычно выполняло координационную роль в этих процессах. Члены айнзацкоманды 16 создавали специальные комиссии, которые решали каких заключённых освободить или отправить в Генерал-губернаторство, а каких — в концлагеря или убить на месте. Согласно показаниям свидетелей, Трёгер лично подписывал листы с именами поляков, приговорённых к смерти. Немецкая сторона оценила число жертв айнзацкоманды в 20 000 человек.
С ноября 1939 по январь 1940 года занимал должность инспектора полиции безопасности и СД в Данциге. Участвовал в планировании и проведении массовых выселений поляков из новообразованного гау Данциг-Западная Пруссия. Особое внимание было уделено изгнанию из Померании семей поляков, убитых в ходе «политической очистки территории».
В начале 1940 года записался добровольцем в вермахт и получил звание лейтенанта резерва. Принимал участие во Французской кампании. 18 июня 1940 года был убит в бою с французскими солдатами, пытаясь перейти линию Мажино.